# Gilles Bogui
Gilles Bogui, född 26 december 1972, är en friidrottare från Elfenbenskusten. Han deltog vid olympiska sommarspelen 1992.